# Culex carcinoxenus
Culex carcinoxenus is een muggensoort uit de familie van de steekmuggen (Culicidae). De wetenschappelijke naam van de soort is voor het eerst geldig gepubliceerd in 1932 door de Oliveira Castro.